# Rioancho
Rioancho es un centro poblado del municipio de Dibulla, perteneciente al departamento de La Guajira en la República de Colombia.

## Contexto geográfico
Está ubicado sobre la Transversal del Caribe, a orillas del río Ancho. Dista 23 km de la cabecera municipal de Dibulla, 77 kilómetros de Riohacha y 85 km de Santa Marta. Su territorio tiene todos los pisos térmicos, desde el nivel del mar hasta las nieves perpetuas de la Sierra Nevada de Santa Marta. Limita al norte con el Mar Caribe, al oriente con el centro poblado Mingueo, al sur con el Departamento de Cesar y al oeste con el centro poblado de Palomino

## Historia
Fue corregimiento del municipio de Riohacha hasta el 5 de diciembre de 1995, cuando a través de la ordenanza n.º 030 de la asamblea departamental de la Guajira se constituye el Municipio de Dibulla, pasando a formar parte de este. 

## Clima
Por poseer todos pisos térmicos, el clima va desde los 29 °C en las partes bajas, hasta los 0 °C en los picos nevados de la Sierra Nevada de Santa Marta. La humedad es una característica bastante pronunciada, pues el pie de monte del sistema montañoso de la sierra nevada, captura toda la humedad entrante del Caribe y la traduce en precipitaciones durante gran parte del año.

## Instituciones educativas
El centro poblado cuenta con una institución educativa de la modalidad académica, el Centro Educativo Rioancho.